# Râul Hetiur
Râul Hetiur este un curs de apă din județul Mureș, afluent al râului Târnava Mare. Râul izvorăște din apropierea localității Hetiur, la altitudinea de 500 m, iar la vărsare cota este de 450 m. Cursul de apă are o lungime totală de 12 km de la izvor până la vărsare. Traversează localitățile Hetiur și Seleuș.